# Richard Strebinger
Richard Strebinger né le 14 février 1993 à Wiener Neustadt en Autriche, est un footballeur international autrichien évoluant au poste de gardien de but au Kapfenberger SV.

## Biographie

### Débuts professionnels
Natif de Wiener Neustadt en Autriche, Richard Strebinger effectue une grande partie de sa formation en Allemagne, au Herta Berlin puis au Werder Brême, qu'il rejoint en 2012. C'est avec ce club qu'il réalise ses débuts en professionnel, jouant son premier match le 7 décembre 2014, lors d'une rencontre de Bundesliga face à l'Eintracht Francfort. Il entre en jeu à la place de Raphael Wolf, sorti blessé, lors de cette rencontre perdue lourdement par le Werder (5-2).
En janvier 2015, Strebinger est prêté au Jahn Ratisbonne, jusqu'à la fin de la saison.

### Rapid Vienne
Le 26 juin 2015, est annoncé le transfert de Richard Strebinger au Rapid Vienne, avec qui il s'engage pour trois ans.
Avec cette équipe, il dispute les seizièmes de finale de la Ligue Europa en 2016, puis à nouveau en 2018.
Il atteint la finale de la Coupe d'Autriche en 2019, en étant battu par le Red Bull Salzbourg.
Le 26 août 2020, Strebinger joue son premier match de Ligue des champions, lors d'une rencontre qualificative face au NK Lokomotiva Zagreb. Il est titulaire et son équipe s'impose sur le score de un but à zéro. Il est titulaire également lors du tour suivant, face aux Belges du KAA La Gantoise le 15 septembre 2020. Cette fois son équipe s'incline par deux buts à un et est éliminée.

### Départ au Legia et retour en Autriche
Le 20 février 2022, Richard Strebinger rejoint la Pologne afin de s'engager en faveur du Legia Varsovie où il sera notamment en concurrence avec le vétéran Artur Boruc.
Le 11 juin 2022, le contrat de Strebinger avec le Legia est résilié d'un commun accord et il se retrouve libre de s'engager où il le souhaite.
Après six mois sans club, Richard Strebinger rejoint le SV Ried le 2 février 2023.
Il ne joue toutefois aucun match avec le SV Ried et le 28 juin 2023 il s'engage en faveur du Kapfenberger SV, pensionnaire de deuxième division autrichienne. Il signe un contrat de deux ans, soit jusqu'en juin 2025.

### En équipe nationale
Richard Strebinger commence sa carrière internationale avec l'équipe d'Autriche des moins de 17 ans, jouant au total trois matchs avec cette sélection, tous en 2010.
Le 2 juin 2018, il figure pour la première fois sur le banc de remplaçants de l'équipe nationale A, mais sans rentrer en jeu, lors d'une rencontre amicale face à l'Allemagne (victoire 2-1). Il doit attendre le 16 octobre 2018 pour honorer sa première sélection avec l'équipe nationale d'Autriche, face au Danemark. Il est titulaire lors de cette rencontre amicale qui voit les Autrichiens s'incliner sur le score de deux buts à zéro.

## Palmarès
- Vice-champion d'Autriche en 2016 avec le Rapid Vienne
- Finaliste de la Coupe d'Autriche en 2019 avec le Rapid Vienne